# RAK Studios
RAK Studios var beliggende tæt ved Regents Park i det centrale London. Studierne blev stiftet af Mickie Most i slutningen af 1976, og har været vært for indspilningen af diverse kunstneres numre gennem 3 årtier.

## Artister hos RAK
- The Libertines
- Placebo
- The Kooks
- Last Shadow Puppets
- Duffy
- Paul McCartney
- Ellie Goulding
- Arctic Monkeys
- Radiohead
- The Smiths
- Primal Scream
- Adele
- Simply Red
- Muse
- Beady Eye
- KT Tunstall
- Keane
- The Coral
- Westlife
- Oficina G3
- Dermot Kennedy

| Musik | Spire Denne musikartikel er en spire som bør udbygges. Du er velkommen til at hjælpe Wikipedia ved at udvide den. |

51°32′03″N 00°10′03.5″V / 51.53417°N 0.167639°V